# Al Niyat
Al Niyat (σ Sco / σ Scorpii / 20 Scorpii) es una estrella en la constelación de Escorpio, el escorpión, de magnitud aparente +2,90. Su nombre viene del árabe النياط an-niyāţ, y significa «las arterias» (del escorpión), en referencia a las dos estrellas que flanquean a Antares (α Scorpii) —el corazón del escorpión—, σ Scorpii y τ Scorpii.
Al Niyat forma un sistema estelar cuádruple. Las dos estrellas principales son dos estrellas calientes, una estrella azul del raro tipo espectral O9V y una gigante azul de tipo B2III, siendo el período orbital de 33 días. Dado que la distancia del sistema no es bien conocida (se estima que está a 735 años luz de distancia, pero con un error de ± 134) y asumiendo que la luminosidad de ambas estrellas puede ser similar, cada una de ellas puede brillar como 30.000 soles aproximadamente, una vez considerada la radiación ultravioleta que emiten. Se piensa que la gigante azul B2 es una variable Beta Cephei, que hace que su magnitud aparente varíe casi imperceptiblemente entre +2,86 y +2,94 en un período de algo menos de 6 horas.
Visualmente a medio segundo de arco, que corresponde a una distancia real de al menos 120 UA, existe una tercera estrella de magnitud aparente +5,2 denominada Al Niyat C. Su período orbital alrededor del par interior es de más de 100 años. Parece que es una estrella de tipo espectral B.
A una distancia aún mayor, a 20 segundos de arco y más de 4500 UA, se puede apreciar una cuarta estrella, Al Niyat B. Es también una estrella azul de la secuencia principal aunque algo más fría que las otras y clasificada como B9. Su magnitud aparente es +8,7.